# 吳坤煌
吳坤煌（1909年—1989年），筆名「梧葉生」、「北村敏夫」、「譽烔煌生」，是一位出身臺灣南投的文學創作者。

## 生平
在就讀臺中師範學校時，吳坤煌因發起學運遭校方以退學處分。後來，他前往東京留學，並先後肄業於日本大學藝術專門科及明治大學文科等。
1933年，他同張文環、王白淵、劉捷、蘇維熊、施學習、巫永福等發起組織「臺灣藝術研究會」，並參與發行《フォルモサ》（《福爾摩沙》）及《臺灣文藝》等文學雜誌，也負責臺灣文藝聯盟東京支部相關事務。同時，透過詩文寫作與戲劇演出，他與東亞許多左翼文藝社團進行跨國連結，交流遍及臺灣、日本、中國及朝鮮，並因此與崔承喜、雷石榆等結下情誼。
中國抗日戰爭時，他旅居北平，並在結婚生子後返鄉。
1951年，臺灣當局以他思想左傾為由，未經審判即將他送至綠島服刑10年。

## 創作體裁及風格
吳坤煌的創作體裁以新詩為主，亦有評論，散見於《台灣文藝》、《台灣新民報》、《台灣新聞》；日本《詩神》、《中外雜誌》，以及中國《詩歌》雜誌等。
吳坤煌在作品中常以水牛、烏秋、白鷺鷥與苦楝樹抒發對故鄉的思念，也藉由街頭浪人、工廠勞動者、客死異鄉的藝術家到被俘囚的異議分子控訴當局的不義。

## 作品
吳坤煌的日文詩〈飄流曠野的人們〉，戰後由台灣詩人陳千武翻譯成中文，之後被收錄在陳明台主編的《陳千武譯詩選集》裡。一生的作品，目前已由兒子吳燕和與學者陳淑容編輯成書，由台大出版中心出版。吳坤煌在戰後寫了一些文章發表在文學刊物上，使用「台灣期刊論文索引系統」查詢，到2014年10月23日為止，有幾篇文章：

- 吳坤煌/著，〈臺灣藝術研究會的成立及創刊「福爾摩沙」前後回憶一二〉，《臺灣文藝》，1982年5月，頁334-338。
- 吳坤煌/著，〈懷念文環兄〉，《臺灣文藝》，1983年3月，頁57-86。
- 吳坤煌/著、彭萱/譯，〈論臺灣的鄉土文學〉，《文學臺灣》，2001年4月，頁27-41。

## 相關研究

### 博碩士論文
使用「台灣博碩士論文知識加值系統」查詢，到2014年10月23日為止，已知的有：
- 柳書琴，〈荊棘之道：旅日青年的文學活動與文化抗爭〉，清華大學中國文學系博士論文，2000年。
- 趙勳達，〈「文藝大眾化」的三線糾葛：一九三○年代台灣左、右翼知識份子與新傳統主義者的文化思維及其角力〉，成功大學台灣文學研究所博士論文，2008年。
- 徐瑋瑩，〈舞，在日落之際：日治到戰後初期台灣舞蹈藝術拓荒者的境遇與突破〉，東海大學社會學系博士論文，2013年。

### 論文集論文
使用「台灣文史哲論文集論文篇目索引系統」查詢，到2014年10月23日為止，還沒有一篇相關文章。在其他收錄吳坤煌詩文的書中，僅找到一則：
- 陳千武，〈南投文學的光芒──吳坤煌的詩〈漂流曠野的人們〉〉收錄在《2008南投文學學術研討會論文集》，南投縣文化局，2008年出版。

### 期刊論文、評介
使用「台灣期刊論文索引系統」查詢，到2014年10月23日為止，已知的有：
- 謝霜天，〈訪文藝先進作家專輯：再出發的詩人--訪吳坤煌老先生〉，《中央月刊》，1982年5月，頁90-92。
- 黃國書，〈日據時代臺灣左翼劇場運動的發展〉，《當代》，1988年8月，頁34-45。
- 黃琪椿，〈日治時期社會主義思潮下之鄉土文學論爭與臺灣話文運動〉，《中外文學》，1995年2月，頁56-74。
- 羊子喬，〈戰前的臺灣新詩〉，《國文天地》，2000年10月，頁16-25。
- 葉笛，〈素描吳坤煌--一個文化人的精神風景畫〉，《創世紀詩雜誌》，2004年10月，頁336-341。
- 崔末順，〈日據時期台灣左翼文學運動的形成與發展〉，《臺灣文學學報》，2005年12月，頁149-172。
- 張文薰，〈1930年代臺灣文藝界發言權的爭奪--《福爾摩沙》再定位〉，《臺灣文學研究集刊》，2006年2月，頁105-125。。
- 柳書琴，〈臺灣文學的邊緣戰鬥：跨域左翼文學運動中的旅日作家〉，《臺灣文學研究集刊》，2007年5月，頁51-84。
- 林淇瀁，〈再現南投「意義地圖」--析論日治以降南投新文學發展典模〉，《臺北教育大學語文集刊》，2008年7月，頁29-56。
- 陳淑容，〈重讀吳坤煌：思想與行動的歷史考察〉，《文學臺灣》，2013年7月，頁43-72。

### 相關書籍(包括裡面的文章)
- 羊子喬，〈社會寫實的詩人──吳坤煌〉，最初收錄在遠景出版社出版的《蓬萊文章臺灣詩》，之後也收錄在《神秘的觸鬚》(台笠出版社，1996年出版)一書。
- 朱雙一，〈呈現繁榮的發展期文學創作──王白淵、陳奇雲等左翼文藝團體內外的詩歌創作﹝吳坤煌部分﹞〉，《臺灣文學史》(上)，福州，海峽文藝出版社，1991年。
- 柳書琴，《荊棘之道：臺灣旅日青年的文學活動與文化抗爭》，聯經出版社，2009年初版。
- 陳淑容、吳燕和/編，《吳坤煌詩文集》，台大出版中心，2013年。

## 相關詞條
- 台灣藝術研究會
- 留日期間的交遊人士：王白淵、張文環、林兌、蘇維熊。